# Вехтер, Антуан
Антуан Вехтер (фр. Antoine Waechter; род. 11 февраля 1949, Мюлуз) — французский политик и экоактивист.

## Биография
Родился 11 февраля 1949 года в Мюлузе.
В 1984 году активно участвовал в учреждении французской партии «Зелёных», в 1988 году получил 3,8 % голосов в первом туре президентских выборов. В 1989 году был избран в Европейский парламент, но в 1991 году оставил его, сосредоточившись на работе в региональном совете Эльзаса (был избран в 1986 году, в 1993 году Доминик Вуане борьбу за идейное влияние в партии и в 1994 году перешёл в созданное им Независимое экологическое движение). С 2001 года — помощник мэра города Фюльрен. В 1995 и 2017 годах не смог выставить свою кандидатуру на президентских выборах (не удалось собрать 500 подписей выборных должностных лиц), но 15 сентября 2021 года объявил о намерении бороться за выдвижение своей кандидатуры на президентских выборах 2022 года.